# Dompierre-sur-Yon
Dompierre-sur-Yon è un comune francese di 4 094 abitanti situato nel dipartimento della Vandea nella regione dei Paesi della Loira.

## Società

### Evoluzione demografica
Abitanti censiti